# Sidi Sougoumi Youssouf
 (mai 2016).
Si vous disposez d'ouvrages ou d'articles de référence ou si vous connaissez des sites web de qualité traitant du thème abordé ici, merci de compléter l'article en donnant les références utiles à sa vérifiabilité et en les liant à la section « Notes et références ».
Sidi Sougoumi Youssouf, né à Erdebé-Fada en 1950 et mort le 8 février 2010 à Paris, est un homme d'État tchadien.

## Biographie
Sidi Sougoumi Youssouf est originaire du Nord (BET) d'ethnie Gorane (Toubou) et de clan Mourdia (Arna).
Grand commis d'État, après sa sortie de l'École nationale d'administration (ENA) de Ndjamena (1974) et avant de reprendre les études à l'Université Marien-Ngouabi de Brazzaville (Congo) où il a obtenu une licence en droit public (1979). Il est ensuite chef de service au contrôle financier (1974-75), et préfet adjoint de Guera (1975-77), puis de Moyen Chari (1977-78). 
Il regagne le Tchad en pleine guerre civile (1979) et choisit le camp du CCFAN de Hissène Habré. Sous le régime Habré, il est Ministre, Secrétaire Général du Gouvernement de 1982 à 1990. Il occupe plusieurs postes depuis l’avènement d’Idriss Deby au pouvoir : Président du Conseil d’Administration de la Société sucrière, SONASUT (1991-1994); directeur attaché à la présidence, de contrôle d'état et de l'inspection générale (1994-1997); directeur des projets éducation (1997-2004). Il est intronisé chef de canton Mourdia après le décès de son grand-frère Dadi Sidi Sougoumi en 2002. Membre du Conseil Economique, Social et Culturel (personne ressource), il est nommé Conseiller technique du Premier Ministre chargé des affaires juridiques, administratives et de droit de l'homme en 2009 jusqu'à son décès le 8 février 2010 à Paris à la suite d'une courte maladie.